# Caetano Pinto de Miranda Montenegro Filho

Armas do visconde de Vila Real da Praia Grande, as mesmas das famílias Pinto, Miranda, Silveira e Montenegro.

Caetano Pinto de Miranda Montenegro Filho, segundo visconde com grandeza de Vila Real da Praia Grande (1796 — Rio de Janeiro, 11 de fevereiro de 1851), foi militar e político brasileiro.
Sentou praça no regimento da infantaria da linha de Pernambuco, em 1823. Foi reformado com a patente de coronel em 1838
Foi presidente das províncias do Espírito Santo, de 23 de novembro de 1829 a 3 de março de 1830, de Alagoas, de 4 de abril de 1830 a 19 de maio de 1831, e do Rio de Janeiro, durante 1845.
Era filho de Maria da Encarnação Carneiro de Figueiredo Sarmento e de Caetano Pinto de Miranda Montenegro, marquês de Vila Real da Praia Grande.
Casou-se, em 20 de dezembro de 1823, no Rio de Janeiro, com Maria Elisa Gurgel do Amaral e Rocha (em casada, Maria Elisa Gurgel do Amaral Montenegro), filha de Mariana Violante da Gama e Freitas e de Luís José Viana do Amaral e Rocha, falecida aos 67 anos, em 30 de novembro de 1867. Tiveram filhos:
- Maria da Penha Pinto de Miranda Montenegro (Rio de Janeiro, 26 de fevereiro de 1835 - Paris, 19 de abril de 1893), esposa de João de Sousa da Fonseca Costa, futuro visconde da Penha;[3]
- Luís Pinto de Miranda Montenegro, futuro presidente da província do Rio de Janeiro e desembargador da Relação de Ouro Preto;
- João Pinto de Miranda Montenegro, moço-fidalgo da Casa Imperial por dec. de 12 de setembro de 1848,[4] falecido em 1 de março de 1856,[5] aos 16 anos de idade;[6]
- Aires Pinto de Miranda Montenegro (fal. em 1873[7]), moço-fidalgo da Casa Imperial, tenente da Guarda Nacional, casado, em 10 de janeiro de 1861, com Antônia Carolina de Castro Neto, filha do barão de Muriaé;[8] pai da baronesa de Maia Monteiro.

Os restos mortais do visconde e da viscondessa da Vila Real da Praia Grande repousam no Cemitério da Ordem Terceira dos Mínimos de São Francisco de Paula, no Rio de Janeiro.

## Títulos e condecorações
- Veador de Sua Majestade, a Imperatriz (1823);
- Agraciado visconde por decreto de 12 de outubro de 1825;[10]
- Oficial da Imperial Ordem do Cruzeiro por decreto de 2 de agosto de 1826.[11]